# Qatar Open 1988
Die Qatar Open 1988 im Badminton fanden an mehreren Spieltagen vom 19. November bis zum 7. Dezember 1988 statt. Es war die 17. Auflage des Championats.

## Finalresultate
| Disziplin    | Sieger                               | Finalist                    | Ergebnis     |
| ------------ | ------------------------------------ | --------------------------- | ------------ |
| Herreneinzel | Mohanen Prema                        | Mohd. Basheer               | 15–13, 15–11 |
| Dameneinzel  | Aparna Deshpande                     | Jane Brown                  | 11–3, 11–0   |
| Herrendoppel | Riaz Jafar Natiq Mohammad Afzal      | Robert Degama Mohanen Prema | 15–8, 15–9   |
| Damendoppel  | Aparna Deshpande Rosemary Thankachen | Jane Brown Meera Nair       | 15–9, 15–9   |
| Mixed        | Siddiq Ahmed Dar Aparna Deshpande    | Mohanen Prema Sheeba Mathew | 15–6, 15–11  |